# Mitzi Friedmann-Otten
Marie Rosalie „Mitzi“ Friedmann-Otten, auch „Mizi“ oder „Mizzy“, auch Otten-Friedmann, geb. Friedmann (* 28. November 1884 in Wien; † 5. Mai 1955 in New York City), war eine österreichische Grafikerin und Kunstgewerblerin.

## Familie
Mitzi Friedmann war eine Tochter des Arztes Peter Friedmann und dessen Ehefrau Eidel Rifke Friedmann, geb. Sadger. Sie war von 1916 bis zur Scheidung 1925 mit dem deutschen Schriftsteller Karl Otten verheiratet. Aus der Ehe ging ein Sohn hervor, der Architekt und Bauingenieur Julian Hugo Otten (* 1919 in Wien; † 2002 in Randolph, Vermont). Karl Otten heiratete 1939 erneut.

## Leben
Mitzi Friedmann absolvierte zunächst von 1904 bis 1913 eine Ausbildung an der Kunstschule für Frauen und Mädchen in Wien bei Adolf Böhm. Von 1907 und 1909 besuchte sie zeitgleich die Graphische Lehr- und Versuchsanstalt in Wien. Zwischen 1910 und 1913 reiste sie mehrfach in die Künstlerkolonie Dachau, wo sie Privatunterricht bei dem deutschen Maler Adolf Hölzel nahm. Von 1910 bis 1917 studierte sie mit Unterbrechung an der Wiener Kunstgewerbeschule Allgemeine Formenlehre bei Oskar Strnad. Zwischenzeitlich lebte sie 1916 in Trier, danach wieder in Wien.
Friedmann verdiente als Gebrauchsgrafikerin (auch Illustratorin) und Kunstgewerblerin ihren Lebensunterhalt. Zwischenzeitlich war sie für einen Wiener Juwelier tätig. 1910 begann sie für die Produktionsgemeinschaft Wiener Werkstätte zu arbeiten, für die sie Postkarten, Email- und Metallarbeiten sowie Entwürfe für Plakate, Werbegrafiken und Mode gestaltete. Ab 1920 konzentrierte sich ihr Schaffen auf Emailarbeiten. 1925 gründete sie mit der Kunstgewerblerin Käthe Berl (1908–1994) eine Werkstatt im Wiener Bezirk Neubau. Außerdem arbeitete sie unter anderem mit den Künstlerinnen Maria Likarz und Fritzi Löw zusammen.
Friedmann-Otten war Mitglied der Neukunstgruppe, des Sonderbundes österreichischer Künstler, der Kunstschaugruppe, der Wiener Frauenkunst und  des Österreichischen Werkbundes (seit 1914). Regelmäßig nahm sie an Ausstellungen in Wien und auch an internationalen Kunstgewerbeausstellungen teil. Sie beschickte die Exposition internationale des arts décoratifs et industriels modernes 1925 in Paris mit Schmuck, Email und einer Gobelintasche. Auch auf der Weltausstellung Brüssel 1935 stellte sie Werke aus.
Aufgrund ihrer jüdischen Herkunft von den Nationalsozialisten verfolgt, floh Friedmann-Otten 1938 nach New York. Dort eröffnete sie eine Email-Werkstatt, in der auch die im Folgejahr emigrierende Käthe Berl wieder mitarbeitete.

## Werk
Friedmann-Otten war eine vielseitige Gebrauchsgrafikerin, die Werbeplakate in zeitgemäß-modernem Stil, Exlibris, Postkarten sowie Briefpapier- und Drucksorten entwarf. So gestaltete sie um 1910 Luxus-Briefpapierkassetten und Drucksorten für das Wiener Schreibwarengeschäft Theyer & Hardtmuth. Zudem war sie als Illustratorin für Zeitschriften wie Hohe Warte, Die Aktion und Erdgeist tätig und als Buchkünstlerin für die Verlage Fleischel und Strache.
Als Kunstgewerblerin schuf Friedmann-Otten Schmuck und Gebrauchsgegenstände aus Metall, Keramiken sowie Leder-, Perlen-, Glas- und Elfenbeinarbeiten. Auch Textil- und Modeentwürfe gehören zu ihrem Gesamtwerk, so war sie 1914/1915 am Mappenwerk Die Mode der Wiener Werkstätte beteiligt. Ihre Emailarbeiten umfassen Schmuck, Schalen, Dosen und Bilder. Nachdem sie sich ab 1920 hauptsächlich auf dieses Material konzentrierte, kamen auch großformatige Emailbilder hinzu.
Werke von Friedmann-Otten befinden sich in den Sammlungen des Museum für angewandte Kunst (MAK), der Universität für angewandte Kunst Wien, des Wien Museums und der Österreichischen Nationalbibliothek.

### Publikationen
- Mitzi Friedmann: Hedwig Bleibtreu: Das Portrait einer Schauspielerin. Augartenverlag Stephan Szabo, Wien 1933.
- Mizi Otten, Kathe Berl: The Art of Enameling or Enameling Can Be Fun. Text von Ethel Berger, Illustrationen von Kathe Berl, New York 1950.

### Illustrationen, Buchgestaltung und Gebrauchsgrafik (Auswahl)
- Illustration für Mia Förster: Ein Kinderspiel in fünf Bildern. In: Erdgeist Heft 27, 1908
- Einband für Fritz Wittels: Ezechiel der Zugereiste. Egon Fleischel, Berlin 1910.
- Mode, Farblithografie, 1911, 13,9 × 9 cm, Metropolitan Museum of Art[4]
- zwei Entwürfe für Plakate für den Wettbewerb „Ibach Pianos“, 1914
- Entwurf der Werbegraphik „Zeichnet Kriegsanleihe bei der Wiener Werkstätte!“, um 1917
- Illustration für „Es ist vollbracht“ in Die Aktion. Nr. 11/12, 1918, S. 144, Holzschnitt auf Velinpapier, 17,46 × 7,46 cm, Los Angeles County Museum of Art[5]
- Umschlag und vier Zeichnungen für Edmondo De Amicis: Von den Apenninen zu den Anden. (= Konegens Kinderbücher. Band 17.) Konegen, Wien 1912.

### Kunstgewerbliche Arbeiten (Auswahl)
- Kroatien, Entwurf für einen Kleider- oder Dekostoff, Seide in Leinwandbindung, Siebdruck, 1910–1914, Ausführung Wiener Werkstätte, Art Institute of Chicago[6]
- Madonna mit Kind, Metall, farbig emailliert, teilweise über Silberfoliengrund, um 1925, rückseitig signiert, Höhe 15 cm
- Anhänger aus geschnitztem Elfenbein, gefasst in Silber, um 1920/1925, rückseitig gemarkt Halbmond, Krone und 800, 4,4 cm × 3,7 cm
- Ohrringe und Ring, ausgestellt 1925 in Paris, Fotografie in der Sammlung des Museum für angewandte Kunst Wien[7]

## Ausstellungen (Auswahl)
- 1908, 1920, 1926: Kunstschau Wien
- 1909: Neukunstgruppe, Salon Pisko
- 1911: Österreichisches Kunstgewerbe
- 1913: Ausstellung der Österreichischen Exlibris-Gesellschaft
- 1915: Mode-Ausstellung im Österreichischen Museum für Kunst und Industrie
- 1919: Sonderbund österreichischer Künstler
- 1923: Dagobert-Peche-Gedächtnis-Ausstellung
- 1925: Exposition internationale des arts décoratifs et industriels modernes, Paris
- 1925: Deutsche Frauenkunst, Wiener Künstlerhaus
- 1927: Europäische Kunstgewerbeausstellung Leipzig
- 1927–1936: mehrfach Wiener Frauenkunst
- 1930: Österreichischer Werkbund
- 1931: Hagenbund
- 1934: 50-jährige Jubiläumsausstellung des Kunstgewerbevereins
- 1935: Weltausstellung Brüssel
- 2004: „Aufbruch und Idylle“, Österreichische Nationalbibliothek, Wien
- 2015: „Flüchtige Schönheit. Kunst und Design der 1920er Jahre aus der JTI Collection Vienna“, Leopold Museum, Wien
- 2016: „Die schaffende Österreicherin. 90 Jahre Vereinigung Wiener Frauenkunst“, Museum Zinkenbacher Malerkolonie, St. Gilgen
- 2021: „Die Frauen der Wiener Werkstätte“, Museum für angewandte Kunst, Wien (mit Katalog)[8]